# Unreal Engine
Unreal Engine (транскр. Анрил Енџин) (УЕ) је машина за игре са 3Д компјутерском графиком коју је развио Epic Games (транскр.Епик Гејмса), први пут приказан у игрици пуцања из првог лица Анреализ 1998. године. Првобитно развијен за PC(транскр. ПЦ) пуцачине из првог лица, од тада се користи у различитим жанровима тродимензионалних (3Д) игара и усвојен је у другим индустријама, пре свега у филмској и телевизијској индустрији. Написан на C++,Unreal Engine има висок степен преносивости, подржавајући широк спектар десктоп, мобилних, конзолних и виртуелних платформи.
Најновија генерација,Unreal Engine 5, лансиран је у априлу 2022. Као његов претходник објављен у марту 2014. године, његов изворни код је доступан на Гит Хуб-y[[GitHub|]]  након регистрације налога, а комерцијална употреба је одобрена на основу модела накнаде . Epic се одриче своје накнаде за ауторске накнаде за игре све док програмери не зараде 1 million долар прихода, а накнада се одриче ако програмери објаве на Epic Games Store (транскр.Епик Гејмс Продавници). Epic је укључио карактеристике купљених компанија као што је Квиксел у мотор, за који се сматра да је помогао Фортнајтовом(енгл. Fortine) приход.

## Историја

### Прва генерација
Unreal Engine прве генерације развио је Тим Свини, оснивач Epic Games .  Након што је направио алате за уређивање за своје подељеигре ZZT (1991) и "Jill of the Jungle" (1992),  Свини је почео да пише мотор 1995. за производњу игре која ће касније постати пуцачина из првог лица позната као Unreal.    Након година у развоју, дебитовала је издавањем игре 1998.  иако су МицроПросе и Леџенд Ентертејмент имали приступ технологији много раније, лиценцирајући је 1996.  Према једном интервјуу, Свини је написао 90 одсто кода у машини, укључујући графику, алате и умрежавање. 
У почетку, мотор се у потпуности ослањао на софтверско приказивање, што значи да је графичким прорачунима управљао CPU .  Међутим, временом је успео да искористи предности које пружају наменске графичке картице, фокусирајући се на Глиде АПИ (енг. Glide API), посебно дизајниран за 3дфк акцелераторе.   Иако су ОпенГЛ (енг. OPENGL) и Директ3Д(енг. Direct3D) били подржани, они су пријавили спорије перформансе у поређењу са Глидеом због њиховог недостатка у управљању текстурама у то време.   Свини је посебно критиковао квалитет ОпенГЛ драјвера за потрошачки хардвер, описујући их као „екстремно проблематичне, неисправне и непроверене“, и означио код у имплементацији као „страшан“ за разлику од једноставније и чистије подршке за Директ3Д.  Што се тиче звука, Еpic је користио Galaxy Sound System(енг. Glide API), софтвер креиран на асемблерском језику који је интегрисао и EAX и Aureal технологије, и дозвољавао коришћење музике за праћење, што је дизајнерима нивоа дало флексибилност у начину на који се звучни запис игре репродукује у одређеном тренутку.    Стив Полџ, аутор додатка ботова за Quake, програмирао је АI систем на основу знања које је стекао док је радио у ИБМ- у на дизајнирању протокола рутера .   Према Свинију, најтежи део машине за програмирање био је рендерер, пошто је морао да преписује његов основни алгоритам неколико пута током развоја, иако је инфраструктуру која повезује све подсистеме сматрао мање „гламурозном“.   Упркос томе што је захтевао значајан лични напор, рекао је да је Engine био његов омиљени пројекат у Еpic-у, додајући: „Писање првог Unreal Engine-а било је 3,5-годишње, прво у ширину обилазак стотина јединствених тема у софтверу и било је невероватно просветљујуће.“ 
Међу његовим карактеристикама биле су детекција судара, осветљење у боји и ограничени облик филтрирања текстуре .  Машина је такође интегрисала уређивач нивоа, UnrealEd,  који је имао подршку за конструктивне геометријске операције у реалном времену још 1996. године, омогућавајући маперима да мењају распоред нивоа у ходу.   Иако је Унреал дизајниран да се такмичи са ид Софтваре -ом (програмер Doom и Quake), суоснивач Џон Кармак похвалио је игру због употребе 16-битне боје и приметио њену имплементацију визуелних ефеката као што је волуметријска магла. „Сумњам да ће било која важна игра од сада бити дизајнирана имајући на уму 8-битну боју . Unreal је учинио важну ствар у гурању ка директној боји, а то уметницима даје много више слободе“, рекао је он у чланку који је написао Геофф Кеигхлеи за GameSpot(транскр. ГејмСпот) .  „Цветање светлости [светлосне сфере], запремине магле и композитно небо били су кораци које сам планирао да предузмем, али Epic је стигао први са Unreal“, рекао је он, додајући: „Unreal Engine је подигао летвицу онога што акциони играчи очекивати од будућих производа. Визуелни ефекти који се први пут виде у игри биће очекивани од будућих игара.“ 
Unreal је био познат по својим графичким иновацијама, али Свини је у интервјуу за Еurogamer (транскр. Еурогејмер)  из 1999. године препознао да су многи аспекти игре неуглађени, наводећи притужбе гејмера на њене високе системске захтеве и проблеме са играњем на мрежи.  Epic се позабавио овим тачкама током развоја Unreal Tournament -а тако што је укључио неколико побољшања у Engine који је намењен оптимизацији перформанси на јефтиним машинама и побољшању мрежног кода, док је такође побољшао вештачку интелигенцију за ботове да би приказали координацију у тимским окружењима.  Игра је такође дошла са повећаним квалитетом слике уз подршку за S3TC алгоритам компресије, омогућавајући 24-битне текстуре високе резолуције без угрожавања перформанси.  Поред тога што је био доступан на Microsoft Windows -у,Linux- у, Mac -у и Unix-у,  мотор је преко Unreal Tournament -а пренет на PlayStation 2(транскр. ПлејСтејшн 2) и, уз помоћ Сикрет Левла -а, на Dreamcast (транскр. Дримкасту) .  
До краја 1999. године, Њујорк тајмс је навео да је било шеснаест екстерних пројеката који су користили Епикову технологију, укључујући "Deus Ex, The Wheel of Time, and Duke Nukem Forever",  од којих је последњи првобитно био заснован на Quake II мотору.  За разлику од ид Софтваре-а, чије је пословање са моторима нудило само изворни код, Еpic је пружио подршку корисницима лиценци и састао се са њима како би разговарали о побољшањима свог система за развој игара.   Иако је производња коштала око 3 милиона долара и лиценцирање до 350.000 долара,  Еpic је дао играчима могућност да модификују своје игре уградњом UnrealEd  и језика за скриптовање под називом UnrealScript, што је изазвало заједницу ентузијаста око машине за игре направљену да бити проширив на више генерација игара.   
The big goal with the Unreal technology all long was to build up a base of code that could be extended and improved through many generations of games. Meeting that goal required keeping the technology quite general-purpose, writing clean code, and designing the engine to be very extensible. The early plans to design an extensible multi-generational engine happened to give us a great advantage in licensing the technology as it reached completion. After we did a couple of licensing deals, we realised it was a legitimate business. Since then, it has become a major component of our strategy.— Sweeney, Maximum PC, 1998

### Unreal Engine 2
У октобру 1998. ИГН је известио, на основу интервјуа са подружницом Voodoo Extreme (транскр. Вуду Екстриме), да Свини ради истраживање за свој мотор следеће генерације.  Са развојем који је почео годину дана касније,  друга верзија је дебитовала 2002. године са "America's Army", бесплатном пуцачом за више играча коју је развила америчка војска као уређај за регрутовање.   Убрзо након тога, Еpic ће објавити Unreal Championship на Xbox(транскр. ИксБоксу) -у, при чему је то била једна од првих игара која је користила Microsoft Xbox Live. 
Иако заснована на свом претходнику, ова генерација је забележила значајан напредак у погледу рендеровања, као и нова побољшања у сету алата.  Способан да покрене нивое скоро 100 пута детаљније од оних који се налазе у Unreal, мотор је интегрисао низ функција, укључујући биоскопски алат за уређивање, системе честица, додатке за извоз за 3Д Студио Мак и Маја, и систем скелетне анимације који је први пут представљен у Play Station 2 верзији Unreal Tournament -а.   Поред тога, кориснички интерфејс за UnrealEd је поново написан у C++ помоћу виксВиџетса алата, за који је Свини рекао да је била „најбоља доступна“ у то време. 
Epic је користио Karma физички механизам, софтвер треће стране из студија Math Engine са седиштем у Великој Британији, за покретање физичких симулација као што су судари играча лутака и произвољна динамика крутог тела .    Са Unreal Tournament 2004, успешно је примењена игра заснована на возилима, омогућавајући борбу великих размера.   Док је Unreal Tournament 2003 имао подршку за физику возила преко Каrma мотора, као што је демонстрирано тестном мапом са „на брзину конструисаним возилом“, тек када је Psyonix(транскр. Псионик) направио модификацију Epic основног кода, игра је добила потпуно кодирана возила. Импресиониран њиховим напорима, Epic је одлучио да га укључи у свог наследника као нови мод игре под именом Onslaught тако што је ангажовао Psyonix  као извођача.    Psyonix  ће касније развити "Rocket League" пре него што га купи Epic 2019. 
Специјализована верзија UE2 под називом UE2X је дизајнирана за "Unreal Championship 2: The Liandri Conflic" на оригиналној Xbox платформи, која садржи оптимизације специфичне за ту конзолу.  У марту 2011, Ubisoft Montreal је открио да UE2 успешно ради на Нитендо 3ДС преко "Tom Clancy's Splinter Cell 3D" .  „3ДС је моћан и можемо да покренемо Unreal Engine на овој конзоли, што је прилично импресивно за ручну машину, а 3D не утиче на перформансе (захваљујући мојим невероватним програмерима)“, рекао је Ubisoft. 

### Unreal Engine 3
Снимци екрана Unreal Engine-а 3 су представљени до јула 2004. године, када је мотор већ био у развоју више од 18 месеци.  Мотор је био заснован на првој генерацији, али је садржао нове карактеристике. „Основне архитектонске одлуке видљиве програмерима објектно оријентисаног дизајна, приступ скриптовања вођен подацима и прилично модуларан приступ подсистемима и даље остају [од Unreal Engine-а 1]. Али делови игре који су заиста видљиви играчима – рендерер, систем физике, звучни систем и алати – сви су видљиво нови и драматично моћнији“, рекао је Свини.  За разлику од Unreal Engine-а 2, који је још увек подржавао цевовод са фиксном функцијом, Unreal Engine 3 је дизајниран да искористи предности потпуно програмабилног хардвера схадера.  Сви прорачуни осветљења и сенки су рађени по пикселу, уместо по вертексу. Што се тиче рендеровања, Unreal Engine 3 је обезбедио подршку за гама-исправан рендерер високог динамичког опсега.  Прве игре објављене са Unreal Engine-ом 3 биле су "Gears of War" за Xbox 360 и "RoboBlitz" за Windows, које су обе објављене 7. новембра 2006. 
У почетку је Unreal Engine 3 подржавао само Windows, PlayStation 3 и Xbox 360 платформе, док су iOS (први демонстрирани са Epic Citade) и Android додати касније 2010. године, при чему је Infinity Blade био први иОС наслов, а Dungeon Defenders први Android наслов.   Године 2011. објављено је да ће мотор подржавати Adobe Flash Player 11 преко API-ја који су убрзани хардвером Stage 3D и да се користи у две Wii U игре,"Batman: Arkham City" и "Aliens: Colonial Marines" .   У 2013. години, Еpic се удружио са Mozilla како би донео Unreal Engine 3 на веб; користећи подјезик asm.js и компајлер "Emscripten", успели су да пренесу машину за четири дана. 
Током животног века UE3, укључена су значајна ажурирања,  укључујући побољшана окружења која се могу уништити, динамику меког тела, симулацију велике гужве, iOS функционалност,  Steamworks интеграцију,  глобално решење за осветљење у реалном времену,   и стереоскопски 3D на Xbox 360 преко ТриОвиз-а за технологију игара .    Подршка за DirectX 11 је демонстрирана са демонстрацијом Самаритан, која је представљена на Конференцији програмера игара 2011. и коју је изградио Epic Games у блиском партнерству са Nvidia, са инжењерима који раде широм земље како би графику у реалном времену подигли на нову врхунску тачку.   

#### Unreal Development Kit
Док је Unreal Engine 3 био прилично отворен за рад са моддерима, могућност објављивања и продаје игара које је подразумевала коришћење УЕ3 била је ограничена на лиценце мотора. Међутим, у новембру 2009. Епиц је објавио бесплатну верзију УЕ3-овог СДК -а, названу Унреал Девелопмент Кит (УДК), која је доступна широј јавности. 
У децембру 2010. комплет је ажуриран тако да укључује подршку за креирање иОС игара и апликација.  Компатибилност са ОС X је уследила у издању из септембра 2011. 

### Unreal Engine 4
У августу 2005, Марк Реин, потпредседник Епиц Гамеса, открио је да је Unreal Engine 4 био у развоју две године.  „Људи то не схватају, али ми смо већ две године у развоју Unreal Engine 4. Сигурно још увек нема комплетан тим, то је само један момак и вероватно можете да погодите ко је тај момак“, рекао је он за Ц&amp;ВГ .  Говорећи у интервјуу почетком 2008., Свини је изјавио да је он у суштини једина особа која ради на мотору, иако је потврдио да ће његово одељење за истраживање и развој почети да се шири касније те године, дизајнирајући мотор паралелно са напорима тима УЕ3 .  У фебруару 2012, Реин је рекао да ће „људи бити шокирани касније ове године када виде Unreal Engine 4“;  Епиц је представио УЕ4 ограниченом броју учесника на Конференцији програмера игара 2012.  и видео снимак мотора који демонстрира технички уметник Алан Вилард објављен је за јавност 7. јуна 2012. преко ГамеТраилерс ТВ- а. 
Једна од главних карактеристика планираних за УЕ4 било је глобално осветљење у реалном времену помоћу праћења воксела, елиминишући унапред израчунато осветљење.  Међутим, ова карактеристика, названа Спарсе Вокел Оцтрее Глобал Иллуминатион (СВОГИ) и представљена у демонстрацији Елементала, замењена је сличним, али мање скупим алгоритмом због проблема са перформансама.  УЕ4 такође укључује нови систем визуелних скриптова „Блуепринтс“ (наследник УЕ3 „Кисмета“ ), који омогућава брз развој логике игре без употребе кода, што резултира мањом поделом између техничких уметника, дизајнера и програмера .  
I could say: 'I'm going to convert this pillar into a blueprint [in the Engine] and add some sort of trap to it.' It means I can really go in and start enhancing my world with interaction that just would not have been possible without a technical artist, a designer and a programmer and now any one of those three can do all of it, provided they have the assets handy. The fact that I can just go in and say, 'If you're within X distance of this thing, start to glow and take my distance to it, normalize it zero to one and then just lerp [linearly interpolate] between two different brightness values, so as I reach for something it gets hot'...that would have been something do-able but very difficult for anybody except a gameplay programmer. And he wouldn't have known how to set up the assets, but now any one of the three could do it.— Willard, Kotaku, 2012
19. марта 2014. године, на Конференцији програмера игара (ГДЦ), Epic Games је објавио Unreal Engine 4 кроз нови модел лиценцирања. За месечну претплату од 19 долара, програмери су добили приступ пуној верзији мотора, укључујући C++ изворни код, који је могао да се преузме преко GitHub- а. Сваки пуштени производ наплаћиван је са 5% накнаде од бруто прихода.  Прва игра објављена користећи Unreal Engine 4 била је Daylight, развијена са раним приступом мотору  и објављена 29. априла 2014. 
Еpic је 4. септембра 2014. бесплатно издао Unreal Engine 4 школама и универзитетима, укључујући личне копије за студенте уписане у акредитоване програме за развој видео игара, рачунарство, уметност, архитектуру, симулацију и визуелизацију.  Epic је отворио Unreal Engine Marketplace за куповину имовине игре.  19. фебруара 2015. Epic је покренуо Unreal Dev Grants, развојни фонд од 5 милиона долара који има за циљ да обезбеди грантове за креативне пројекте који користе Unreal Engine 4. 
У марту 2015, Еpic је бесплатно издао Unreal Engine 4, заједно са свим будућим ажурирањима, за све кориснике.   У замену, Еpic је успоставио селективни распоред ауторских накнада, тражећи 5% прихода за производе који зарађују више од 3.000 долара по кварталу.  Свини је изјавио да је, када су прешли на модел претплате 2014., употреба Unreal-а порасла 10 пута и то кроз многе мање програмере, и веровао је да ће они још више искористити ову нову шему цена. 
У покушају да привуче Unreal Engine програмере, Оцулус ВР је у октобру 2016. објавио да ће платити накнаде за све Оцулус Рифт наслове са Unreal покретачем објављене у њиховој продавници за до првих 5 милиона долара бруто прихода по игри. 
Да би се припремио за издавање свог фрее-то-плаи режима баттле роиале у Фортните -у у септембру 2017., Еpic је морао да направи бројне модификације Unreal Engine-а које су му помогле да обради велики број (до 100) конекција са истим сервером док и даље задржава висок пропусни опсег и да побољша приказивање великог отвореног света у игри. Еpic је рекао да ће ове промене укључити у будућа ажурирања Unreal Engine-а. 
Са отварањем Epic Games Store -а у децембру 2018. године, Еpic неће наплаћивати накнаду од 5% прихода на игре које користе Unreal engine и које се продају преко Epic Games Store-а, апсорбујући тај трошак као део основног смањења од 12% које Епиц узима за покривање осталих трошкова. 
Ефективно од 13. маја 2020. и ретроактивно до 1. јануара 2020., износ ослобођења од тантијема је повећан на 1.000.000 УСД у укупном бруто приходу по наслову. 

#### Подржане платформе
Унреал Енгине 4 званично подржава следеће платформе од 4.27 (август 2021): 
- Мицрософт Виндовс, [96] мацОС, [96] Линук, [96]
- иОС, [96] Андроид [96]
- Нинтендо Свитцх, [97] ПлаиСтатион 4, [98] Ксбок Оне, [98] ПлаиСтатион 5, [99] Ксбок Сериес Кс/С, [99] и Стадиа . [100]
- Магиц Леап, [101] ХТЦ Виве, [102] Оцулус, [103] ПлаиСтатион ВР, [104] ОСВР, [105] Самсунг Геар ВР, [106] и ХолоЛенс 2 . [107]

### Unreal Engine 5
Unreal Engine 5 је откривен 13. маја 2020. и подржава све постојеће системе укључујући конзоле следеће генерације PlayStation 5 и Xbox Series X/S .  Рад на мотору је почео око две године пре његовог објављивања.  Објављен је у раном приступу 26. маја 2021.  и званично лансиран за програмере 5. априла 2022. 
Једна од његових главних карактеристика је Nanite, мотор који омогућава увоз високодетаљног фотографског изворног материјала у игре.  Технологија виртуелизоване геометрије Nanite омогућава Еpic-у да искористи предности своје претходне аквизиције Куикел-а, највеће светске библиотеке фотограметрије од 2019. Циљ Unreal Engine-а 5 био је да програмерима што је више могуће олакша креирање детаљних светова игара без потребе да троше превише времена на креирање нових детаљних средстава.  Наните може да увезе скоро било коју другу већ постојећу тродимензионалну репрезентацију објеката и окружења, укључујући Zbrush и CAD моделе, омогућавајући коришћење средстава квалитета филма.  Наните аутоматски обрађује нивое детаља (ЛОД) ових увезених објеката који одговарају циљној платформи и удаљености цртања, задатак који би уметник иначе морао да уради.  Лумен је још једна компонента описана као „потпуно динамично глобално решење за осветљење које одмах реагује на промене сцене и светла“.    Лумен елиминише потребу да уметници и програмери праве светлосну мапу за дату сцену, али уместо тога израчунава рефлексије светлости и сенке у ходу, омогућавајући тако понашање извора светлости у реалном времену.  Виртуелне мапе сенки су још једна компонента додата у Unreal Engine 5 која је описана као „нова метода мапирања сенки која се користи за испоруку доследног сенчења високе резолуције које функционише са материјалима квалитета филма и великим, динамички осветљеним отвореним световима“.  Виртуелне мапе сенки се разликују од уобичајене имплементације мапе сенки по изузетно високој резолуцији, детаљнијим сенкама и недостатку сенки које искачу и излазе које се могу наћи у уобичајенијој техници мапа сенки због каскада сенки.  Додатне компоненте укључују Ниагару за динамику флуида и честица и Хаос за физички мотор. 
Са потенцијално десетинама милијарди полигона присутних на једном екрану у 4К резолуцији, Еpic је такође развио Unreal Engine 5 како би искористио предности предстојећих решења за складиштење велике брзине са хардвером конзоле следеће генерације који ће користити мешавину RAM-а и прилагођеног SSD уређаји .  Epic је блиско сарађивао са Сони-јем на оптимизацији Unreal Engine-а 5 за PlayStation 5, а Epic је сарађивао са Сонијем на архитектури за складиштење конзоле.  Да би се демонстрирао лакоћу стварања детаљног света уз минималан напор, откриће мотора у мају 2020. приказало је демо под називом „Лумен у земљи нанита“ који ради на PlayStation 5 који је направљен углавном повлачењем средстава из Куикел библиотеке и коришћењем Наните, Лумен и друге компоненте Unreal Engine-а 5 за креирање фотореалистичког пећинског окружења које би се могло истражити.   Epic је потврдио да ће Unreal Engine 5 бити у потпуности подржан и на Ксбок Сериес Кс, али је био фокусиран на PlayStation 5 током најаве као резултат њиховог рада са Сонијем у претходним годинама.  Epic планира да користи Фортните као тестну платформу за Unreal Engine 5 како би приказао шта мотор може да уради индустрији,   са игром која ће користити Unreal Engine 5 у децембру 2021. "Ninja Theory's Senua's Saga: Hellblade II" ће такође бити једна од првих игара која ће користити Unreal Engine 5.  Еpic је развио "Matrix Awakens", повезано искуство уочи објављивања "The Matrix Resurrections", као даљу демонстрацију Unreal Engine 5, заједно са другом технологијом коју су стекли током 2020. и 2021., укључујући њиховог МетаХуман Креатора који је развио и интегрисан у Unreal Engine 5 са технологијом из 3Lateral, Cubic Motion,и Quixel. 
Додатне функције планиране за Unreal Engine 5 долазе из Epic -ових аквизиција и партнерстава. MetaHuman Creator је пројекат заснован на технологији три компаније које је купио Epic—3Lateral, Cubic Motion, и Quixe како би се омогућило програмерима да брзо креирају реалистичне људске ликове који се затим могу извести за употребу у Unreal-у.  Кроз партнерство са Цесиум-ом, Epic планира да понуди бесплатан додатак за пружање 3Д геопросторних података за Унреал кориснике, омогућавајући им да поново креирају било који део мапиране површине Земље.  Epic ће укључити РеалитиЦаптуре, производ који је набавио куповином Цаптуринг Реалити-а који може да генерише 3Д моделе било ког објекта из колекције фотографија снимљених из више углова,  и различите алате међуверског софтвера које нуди Epic Game Tools . 
Unreal Engine 5 ће задржати тренутни модел тантијема, при чему програмери враћају 5% бруто прихода Epic Games-у, иако се ова накнада ослобађа за оне који своје игре објављују у Epic Games Store -у. Даље, Еpic је заједно са Unreal Engine-ом 5 најавио да неће узимати никакву накнаду од игара које користе било коју верзију Unreal Engine-а за првих 1 million долар бруто прихода, ретроактивно до 1. јануара 2020. 

## Скриптирање

### UnrealScript
UnrealScript (често скраћен на УСцрипт) је био изворни скриптни језик Unreal Engine-а који се користио за креирање кода игре и догађаја у игри пре објављивања Ureal Engine-а 4. Језик је дизајниран за једноставно програмирање игара на високом нивоу .   UnrealScript програмирао је Свини, који је такође креирао ранији скриптни језик за игре, ЗЗТ-ооп. 
Слично Јava, UnrealScript је био објектно оријентисан без вишеструког наслеђивања (све класе наслеђују из заједничке класе објекта), а класе су дефинисане у појединачним датотекама по имену класе коју дефинишу. За разлику од Јаве, UnrealScript није имао омоте објеката за примитивне типове. Интерфејси су били подржани само у UnrealEngine генерацији 3 и неколико игара Unreal Engine 2. UnrealScript подржава преоптерећење оператора, али не и преоптерећење метода, осим опционих параметара.
На конференцији за програмере игара 2012, Еpic је објавио да се UnrealScript уклања из Unreal Engine 4 у корист C++ .  Визуелно скриптовање би било подржано системом визуелних скрипти Bluprints(транскр. Блупринт), заменом за ранији Кисмет систем визуелног скриптовања.  
One of the key moments in Unreal Engine 4's development was, we had a series of debates about UnrealScript – the scripting language I'd built that we'd carried through three generations. And what we needed to do to make it competitive in the future. And we kept going through bigger and bigger feature lists of what we needed to do to upgrade it, and who could possibly do the work, and it was getting really, really unwieldy. And there was this massive meeting to try and sort it out, and try to cut things and decide what to keep, and plan and...there was this point where I looked at that and said 'you know, everything you're proposing to add to UnrealScript is already in C++. Why don't we just kill UnrealScript and move to pure C++? You know, maximum performance and maximum debuggability. It gives us all these advantages.'— Sweeney, Gamasutra, 2017

### Verse
Versе(транскр. Верс) је нови скриптни језик за Unreal Engine, за који се очекује да ће бити објављен негде 2022. године и имплементиран у Fortnite.Сајмон Пајтон Џоунс, познат по доприносу програмском језику Haskell. ангажовао га је Epic Games у децембру 2021.године као инжењер за рад на Verse-у.

## Мarketplace
Уз Unreal Engine 4, Еpic је отворио Unreal Engine Marketplace у септембру 2014. Marketplace је дигитални излог који омогућава креаторима садржаја и програмерима да обезбеде уметничка средства, моделе, звукове, окружења, исечке кода и друге функције које други могу да купе, заједно са туторијалима и другим водичима. Неки садржај је бесплатно обезбеђен од стране Еpic-а, укључујући претходно понуђена средства и упутства за Unreal.  Пре јула 2018, Еpic је имао 30% удела у продаји, али због успеха Unreal и Fortnite Battle Royale, Еpic је ретроактивно смањио свој удео на 12%. 

## Употреба

### Видео игрице
Unreal Engine је првобитно дизајниран да се користи као основна технологија за видео игре. Мотор се користи у бројним насловима игара високог профила са високим графичким могућностима, укључујући "PlayerUnknown's Battlegrounds, Final Fantasy VII Remake, Valorant and Yoshi’s Crafted World" , поред игара које је развио Epic, укључујући "Gears of War and Fortnite" .   

### Филм и телевизија
Unreal Engine је нашао примену у снимању филмова за креирање виртуелних сетова који могу да прате кретање камере око глумаца и објеката и да се у реалном времену приказују на великим ЛЕД екранима и системима атмосферског осветљења. Ово омогућава композицију снимака у реалном времену, тренутно уређивање виртуелних сетова по потреби и могућност снимања више сцена у кратком периоду само променом виртуелног света иза глумаца. Укупан изглед је препознат као природнији од типичних ефеката хромакеја .
Међу продукцијама које су користиле ове технологије биле су телевизијске серије "The Mandalorian" и "WestWorld" . Џон Фавро и Lucasfilm одељење Industrial Light & Magic радили су са Epic-ом на развоју њихове StageCraft(транскр. Стејџ Крафт) технологије за "The Mandalorian", на основу сличног приступа који је Фавро користио у Краљу лавова .    Фавро је затим поделио овај технолошки приступ са Џонатаном Ноланом и Лизом Џој, продуцентима за Westworld . Емисија је већ разматрала употребу виртуелних комплета раније и имала је успостављену неку технологију, али је интегрисала употребу Unreal Engine-а као са StageCraft-ом за своју трећу сезону .  
Orca Studios, компанија са седиштем у Шпанији, ради са Epic-ом на успостављању више студија за виртуелно снимање слично StageCraft приступу са Unreal Engine-ом који обезбеђује виртуелне сетове, посебно током пандемије КОВИД-19, која је ограничила путовања. 
У јануару 2021. године, Deadline Hollywood(транскр. Дедлајн Холивуд) је објавио да Epic користи део својих Epic MegaGrants да по први пут подржи анимирани играни филм, Гилгамеш, који ће бити у потпуности произведен у Unreal Engine-y од стране анимацијских студија Hook Up, DuermeVela и FilmSharks.  Као део проширења својих MegaGrants, Еpic је такође финансирао 45 додатних пројеката од око 2020. за прављење филмова и кратких филмова у Unreal Engine-у. 

### Друге употребе
Unreal Engine су такође користила некреативна поља због своје доступности и скупова функција. Коришћен је као основа за алат виртуелне реалности за истраживање молекула фармацеутских лекова у сарадњи са другим истраживачима, као виртуелно окружење за истраживање и пројектовање нових зграда и аутомобила, и користи се за кабловске мреже вести за подршку графике у реалном времену. 

## Награде
Engine је добио бројне награде:
- "Technology & Engineering Emmy Award" Националне академије за телевизијску уметност и науку (НАТАС) за „Софтвер за 3Д енџин за производњу анимације“ 2018. [149]
- "Primetime Engineering Emmy Award" од Телевизијске академије за изузетан развој технологије емитовања у 2020. [150]
- "Annie Award" од АСИФА-Холивуда за технички напредак у анимацији 2021. [151]
- "Game Developer Magazine" Фронт Лине награда за најбољи гејм енџине за 2004, [152] 2005, [153] 2006, [154] 2007, [155] 2009, [156] 2010, [157] 2011, [158] и 2012 [159] ] [160]
- "Develop Industry Excellence Award" за најбољи енџин за 2009, [161] 2010, [162] 2011, [163] 2013, [164] 2016, [165] 2017, [166] и 2018 [167]
- "Guinness World Record" за најуспешнији енџин за видео игре [168]

## Правни аспекти
Стање Unreal Engine-а појавило се у Epic-овој правној тужби из 2020. против Apple Inc. тврдећи да се понаша против конкуренције у Apple Inc. и ОС Apple Store. Epic је поставио верзију Фортнајт -а која је прекршила Apple-ове дозволе за App Store. Аpplе је, као одговор, уклонио апликацију Фортнајт и касније запретио да ће укинути Epic-ове налоге програмера што би спречило Epic да ажурира Unreal Engine за иОС и макОС.  Суд је пристао да одобри Еpic-у трајну забрану против Apple како би спречио Apple да предузме овај корак, пошто се суд сложио да ће то утицати на бројне програмере трећих страна који се ослањају на Unreal Engine. 